# Roy Contout
Roy Contout (ur. 11 lutego 1985 w Kajennie, Gujana Francuska) – francuski piłkarz występujący na pozycji napastnika. Od 2015 zawodnik Renaissance Berkane.

## Kariera klubowa
Jest wychowankiem klubu AS Beauvais Oise. Do kadry pierwszej drużyny tego klubu dołączył w 2002 roku. W 2003 roku odszedł do FC Metz. Następnie w latach 2007–2009 grał w Amiens SC. W 2009 roku stał się zawodnikiem klubu z Ligue 1, AJ Auxerre. Zmieniając klub, za każdym razem odchodził za darmo. Następnie grał w FC Sochaux-Montbéliard i Royal Mouscron-Péruwelz. W 2015 trafił do Renaissance Berkane.
| Sezon   | Klub                    | Kraj    | Rozgrywki     | Mecze | Bramki | Rozgrywki Europy   | Mecze | Bramki |
| ------- | ----------------------- | ------- | ------------- | ----- | ------ | ------------------ | ----- | ------ |
| 2002/03 | AS Beauvais Oise        | Francja | Ligue 2       | 3     | 0      | –                  | –     | –      |
| 2003/04 | AS Beauvais Oise        | Francja | National      | 3     | 0      | –                  | –     | –      |
| 2004/05 | FC Metz                 | Francja | Ligue 1       | 19    | 0      | –                  | –     | –      |
| 2005/06 | FC Metz                 | Francja | Ligue 1       | 18    | 1      | –                  | –     | –      |
| 2006/07 | FC Metz                 | Francja | Ligue 2       | 2     | 0      | –                  | –     | –      |
| 2007/08 | Amiens SC               | Francja | Ligue 2       | 21    | 0      | –                  | –     | –      |
| 2008/09 | Amiens SC               | Francja | Ligue 2       | 35    | 7      | –                  | –     | –      |
| 2009/10 | AJ Auxerre              | Francja | Ligue 1       | 33    | 3      | –                  | –     | –      |
| 2010/11 | AJ Auxerre              | Francja | Ligue 1       | 29    | 3      | Liga Mistrzów UEFA | 7     | 0      |
| 2011/12 | AJ Auxerre              | Francja | Ligue 1       | 37    | 5      | –                  | –     | –      |
| 2012/13 | FC Sochaux              | Francja | Ligue 1       | 22    | 0      | –                  | –     | –      |
| 2013/14 | FC Sochaux              | Francja | Ligue 1       | 33    | 5      | –                  | –     | –      |
| 2014/15 | Royal Mouscron-Péruwelz | Belgia  | Eerste klasse | 15    | 0      | –                  | –     | –      |
| 2015/16 | Renaissance Berkane     | Maroko  | GNF 1         | 20    | 1      | –                  | –     | –      |

Stan na: koniec sezonu 2015/2016

## Kariera Reprezentacja
Ma za sobą 2 występy w reprezentacji Francji U-21.